# ジキルとハイド (テレビドラマ)
『ジキルとハイド』は、ロバート・ルイス・スティーヴンソンの代表作「ジキル博士とハイド氏」をアレンジして、東宝が製作・フジテレビ系列で放送されたサスペンスドラマで、全13話。
作品自体は1969年に完成していたが、放送されたのは1973年1月9日から同年4月24日。当初ゴールデンタイムに放送する予定で製作していたが、実際には深夜枠（毎週火曜日 23:15 - 24:11）で放送された。
近年ではCSファミリー劇場で2001年2月に、2006年12月には丹波哲郎追悼特集の一つとして再放送された。

## あらすじ
慈木留（ジキル）総合病院の副院長で医学博士の慈木留君彦は患者が調合した幻覚作用のある薬の改良に没頭していた。しかし自らが実験台としてその薬を飲んだ瞬間、彼は背奴（ハイド）という別人格の人間となってしまう。別人格である背奴は実に凶暴な性質で背奴となった慈木留博士は暴漢となり殺人・強姦を繰り返すようになるが元の人格に戻ると背奴の時の記憶が残っていない。やがて、慈木留博士の妻・美奈と頻発している殺人・強姦事件の捜査をする毛利刑事は慈木留博士の異変に気づくが……。

## スタッフ
- 原作：ロバート・ルイス・スティーヴンソン『ジキール博士とハイド氏』
- 企画：丹波哲郎
- 監督：五社英雄・石田勝心・山際永三・今野勉・村木良彦・西村潔・田畑慶吉
- 演出：五社英雄
- 脚本：長坂秀佳（出雲五郎）・大津皓・小川英・山田正弘・池田一朗・東海林直彦
- プロデューサー：五社英雄・西国慶子・田畑慶吉
- プロデューサー補：石井幸一・西村達
- 制作担当：関口孝
- 音楽：泉光二・佐藤勝（演奏：シャープス&フラッツ）
- 撮影技術：田畑圭輔
- 写真協力：篠山紀信

（出典：）

## キャスト
- 慈木留君彦（背奴）：丹波哲郎
- 慈木留美奈：松尾嘉代
- 毛利刑事：露口茂
- 植木刑事：井上紀明
- 秋元和代：三笠れい子
- ナレーション：中江真司

## サブタイトル
| 話数 | 初回放映日 （1973年） | サブタイトル           | 脚本             | 監督     | ゲスト                                                             |
| ---- | --------------------- | ---------------------- | ---------------- | -------- | ------------------------------------------------------------------ |
| 1    | 1月9日                | けものの薬             | 大津皓           | 五社英雄 | 富山真沙子、小川真司                                               |
| 2    | 1月16日               | 黒い花輪               | 小川英           | 五社英雄 | 山谷初男、須賀不二男、江角英明、愛川ルミ                           |
| 3    | 1月23日               | 殺意の群れ             | 長坂秀佳         | 村木良彦 | 永山一夫、見明凡太朗、丘寵児、三崎千恵子                           |
| 4    | 1月30日               | 記憶の恐怖             | 大津皓           | 今野勉   | 横山リエ、中井啓輔                                                 |
| 5    | 2月6日                | 石上ユリの場合・・・・ | 山田正弘         | 村木良彦 | 梅田智子、武藤英司、片岡五郎                                       |
| 6    | 2月20日               | ある少年の・・・・     | 出雲五郎         | 今野勉   | 亀谷雅彦、河村祐三子、今福正雄、伊佐山博子                         |
| 7    | 2月27日               | 雨の慟哭               | 長坂秀佳         | 石田勝心 | 久里千春、中山克巳、沢りつお、斎藤清憲                             |
| 8    | 3月6日                | ある目覚め             | 池田一朗         | 石田勝心 | 太地喜和子、関弘子、伊達三郎、中沢治夫（現・剛たつひと）、山路義人 |
| 9    | 3月13日               | 天使の仮面             | 東海林直彦       | 西村潔   | 吉行和子、佐田豊、福山象三                                         |
| 10   | 4月3日                | 二つの母の顔           | 長坂秀佳         | 西村潔   | 池田昌子、本山可久子、佐伯徹                                       |
| 11   | 4月10日               | 愛は罪深くとも・・・・ | 小川英、山際永三 | 山際永三 | 森下哲夫、石井富子、赤塚真人、畠山麦、福岡正剛                     |
| 12   | 4月17日               | 偽りの園               | 出雲五郎         | 田畑慶吉 | 津田亜矢子、南左斗子、宇佐美淳也、山谷初男、北原文枝、吉水慶       |
| 13   | 4月24日               | 永遠の標               | 出雲五郎         | 山際永三 | 小林重四郎、川島育恵、石田茂樹                                     |

## 放送局
- フジテレビジョン（キー局）
- テレビ西日本（同時ネット）[2]

## 3年間店晒しになっていた理由
本作は、当時としてはまだ珍しかった外国小説を原作に持った作品として1969年から制作が開始され、1970年4月番組改編からゴールデンタイムでの放送開始を目指して製作された。1970年の3月には全13話完成していたが、1973年1月9日に当時ノンスポンサー枠である23時台で放送開始されるまで3年間店晒しとなってしまった。これは製作当時のゴールデンタイムでの放映の限界を超えていた内容が原因とされる。
製作が完成しながらゴールデンタイムでの放送が実現しなかった理由の表向きは「ホラー番組が飽きられた」とされたが、真相は「広告代理店から敬遠された（試写の後、広告代理店の若手担当者から「わかりにくい」と敬遠された）」ことによる。本作は暴力とセックスを描写していた。五社は映画監督専業になってから暴力とセックスを描写させたら右に出るものなしと称されており、それは本作でもいかんなく発揮されていた。原作は人間の二面性の描写に重点を置いていたが、本作では「謎の薬による二重人格者」による犯罪、それも毎週のごとく殺人と強姦を繰り返すという筋立てに仕上げた。強姦シーンでは直接的な強姦そのものの映像描写ではなく、篠山紀信撮影のヌード（ヘアヌード写真ではない）をサブリミナル的にちりばめるという斬新なアイディアが施され、アート作品的なアプローチで表現されてはいたが、五社得意の暴力とセックス描写が売りの本作は、ホームドラマ全盛期の当時ではゴールデンタイムでの放映は受け入れがたいものであったとされる。
また、同じ時期に広告代理店がつかない事を理由に当該作品と同じ憂き目を見たドラマが存在し、それが『恐怖劇場アンバランス』である。
（出典：）

## 映像ソフト
前述の通り、地上波深夜枠での放送後、CSでの再放送以外、再放送に恵まれる事のない不遇の作品であったが、地上波での放送から約50年後の2023年6月30日に、ベストフィールドから全13話を収録したDVDが発売される。